# Α細胞

ランゲルハンス島

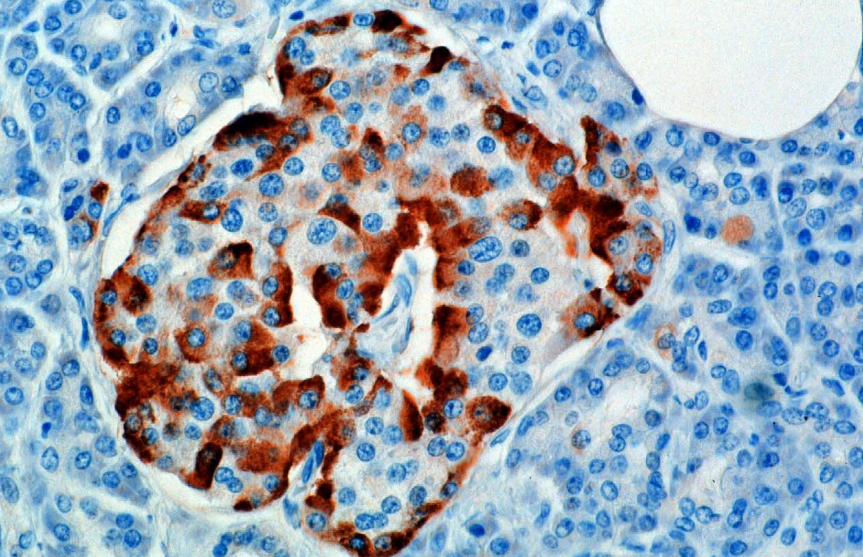
α細胞が赤く示されている

α細胞（アルファさいぼう、英: alpha cell）は、膵臓のランゲルハンス島に位置する内分泌細胞の一種である。α細胞はペプチドホルモンであるグルカゴンを分泌し、血糖値を上昇させる。

## 発見
ランゲルハンス島に関してはパウル・ランゲルハンスが1869年に発表した医学論文中で初めて議論がなされ、同年Édouard Laguesseによって「ランゲルハンス島」の命名がなされた。当初、ランゲルハンス島が何から構成されており、何を行っているのかに関して多くの議論があった。ランゲルハンス島内の細胞は全て同じような外観であるものの、腺房細胞とは組織学的に異なるようであった。Laguesseはランゲルハンス島内の細胞には顆粒が含まれており、そのことが腺房細胞との区別となることを発見した。また彼は、これらの顆粒が各細胞の代謝産物であることを明らかにした。1907年、Michael Laneによってランゲルハンス島内に形態学的に異なるα細胞とβ細胞が存在することが発見された。
α細胞の機能が発見されるよりも前に、その代謝産物であるグルカゴンの機能が発見された。グルカゴンの機能の発見は、インスリンの機能の発見と同時期であった。1921年、フレデリック・バンティングとチャールズ・ベストは膵臓が除去されたイヌを用いて膵臓抽出物の試験を行い、インスリンによって引き起こされる低血糖に先立って、一過的な軽度の高血糖状態が生じることを発見した。1923年Murlinらは、バンティングとベストによって観察された初期高血糖効果は糖原性作用を有する夾雑物質によるものであることを示唆し、この物質をグルカゴンと呼ぶことを提唱した。1948年エール・サザランドとクリスチャン・ド・デューブによって、グルカゴンの生成源が膵臓のα細胞であることが実証された。

## 解剖学
α細胞は内分泌細胞、すなわちホルモン（この場合はグルカゴン）を分泌する細胞である。α細胞はグルカゴンを分泌小胞に貯蔵しており、この小胞は電子顕微鏡などでは電子密度の高いコアと灰色の外縁部からなる顆粒として観察される。α細胞は膵臓の内分泌細胞の約20%を占めると考えられており、膵臓の背側に最も多く存在し、腹側では非常に稀である。α細胞はcompactなランゲルハンス島に存在するのが一般的であり、こうしたランゲルハンス島は一般的には膵体部に存在する。

## 機能
α細胞は血糖値を維持する機能を果たす。α細胞は低血糖、アドレナリン、アミノ酸、その他のホルモン、神経伝達物質に応答して刺激され、グルカゴンを産生する。

### グルカゴン分泌と糖新生の制御
グルカゴンは糖新生を開始するシグナルを肝臓へ伝達し、血糖値を高める機能を果たす。グルカゴンは、肝細胞の細胞膜上のグルカゴン受容体に結合する。このリガンド結合はアデニル酸シクラーゼの活性化を引き起こし、cAMPの形成を引き起こす。細胞内のcAMP濃度が上昇すると、プロテインキナーゼA（PKA）が活性化され、転写因子CREBがリン酸化される。その後、CREBはグルコース-6-ホスファターゼとホスホエノールピルビン酸カルボキシキナーゼ（PEPCK）の転写を誘導する。これらの酵素は糖新生活性を高める。また、PKAはホスホフルクトキナーゼ2/フルクトースビスホスファターゼ2（PFK2/FBPase2）もリン酸化し、PFK2の活性を阻害しFBPase2を活性化する。その結果、細胞内のフルクトース-2,6-ビスリン酸の濃度は低下してフルクトース-6-リン酸の濃度は上昇し、解糖系の活性は低下して糖新生活性は上昇する。PKAはピルビン酸キナーゼもリン酸化して細胞内のフルクトース-1,6-ビスリン酸濃度の上昇とピルビン酸濃度の低下をもたらすため、解糖系活性はさらに低下する。糖新生の調節におけるPKAの最も重要な作用は、グリコーゲンをグルコースに変換するグリコーゲン分解反応の開始段階を担うホスホリラーゼキナーゼのリン酸化である。
また、α細胞はGLP-1も産生し、β細胞に対する保護作用や再生作用をもたらしている可能性がある。また、β細胞への分化転換を行うことができ、β細胞の喪失を補っている可能性もある。

## グルカゴン分泌の調節
グルカゴンの分泌を制御する機構はいくつか存在する。最もよく研究されているのは、脳や脊髄の神経など、膵臓外のグルコースセンサーの作用によるものである。グルカゴン分泌に影響を与える、神経以外による間接的な制御も知られている。

### 神経制御
脳の神経など、膵臓外のグルコースセンサーの作用による膵臓α細胞の制御が最もよく研究されている。膵臓は交感神経系と副交感神経系の双方によって制御されているが、これら2つの系による膵臓の制御方法は異なるようである。
交感神経系による制御は、下位胸髄と腰髄の節前交感神経線維から発しているようである。これらの神経の軸索は前根を通って脊髄を出て、胸髄神経や腰髄神経の交通枝を介して交感神経鎖の脊椎傍神経節を、もしくは内臓神経を介して腹腔神経節や腸間膜神経節を支配する。これらの神経節のカテコールアミン作動性神経は膵内神経節、膵島、血管を刺激する。膵臓に対する交感神経系による活性化の効果を正確に判別することは困難であるが、いくつかのことが知られている。内臓神経の刺激は血漿インスリン濃度を低下させるが、これらはおそらくβ細胞上のα2アドレナリン受容体の作用を介したものである。また、内臓神経の刺激はグルカゴンの分泌を高めることも示されている。これらの知見は交感神経刺激が覚醒亢進時の血糖値を維持していることを意味する。
副交感神経系による制御は迷走神経から発しているようである。迷走神経の電気的・薬理的刺激は、ヒトを含む哺乳類の大部分の種でグルカゴンとインスリンの分泌を高める。このことは、交感神経系による制御の役割が正常条件下での正常な血糖値の維持であることを示唆している。

### 非神経制御
神経以外による制御としては、イオン、ホルモン、神経伝達物質を介した間接的な傍分泌による調節が行われている。亜鉛、インスリン、セロトニン、γ-アミノ酪酸、γ-ヒドロキシ酪酸は膵臓のβ細胞から放出され、α細胞のグルカゴン産生を抑制することが示されている。δ細胞もソマトスタチンを放出し、グルカゴン分泌を阻害することが示されている。
亜鉛は膵臓のβ細胞からインスリンと同時に分泌される。亜鉛はα細胞のグルカゴン分泌を阻害する傍分泌シグナルとして作用すると考えられている。亜鉛は亜鉛トランスポーターZnT8によってα細胞とβ細胞の双方に輸送される。ZnT8が過小発現している場合にはグルカゴン分泌は顕著に増加し、過剰発現している場合には顕著に減少する。亜鉛がグルカゴン分泌を阻害する正確な機構は未解明である。
インスリンもα細胞によるグルカゴン分泌を阻害する傍分泌シグナルとして機能することが示されている。しかしながら、この作用は直接的な相互作用によるものではなく、δ細胞の活性化によるソマトスタチン分泌を介してグルカゴン分泌を阻害しているようである。インスリンはSGLT2に結合し、δ細胞へのグルコースの取り込みの増加を引き起こす。SGLT2はナトリウム/グルコースシンポーターであり、グルコースとナトリウムイオンを同時に同方向に輸送する。ナトリウムイオンの流入は膜の脱分極を引き起こし、その結果カルシウムチャネルが開口し、細胞内のカルシウム濃度の上昇が引き起こされる。細胞質基質のカルシウム濃度の上昇によって小胞体膜上のリアノジン受容体が活性化され、より多くのカルシウムが細胞質基質へ放出される。このカルシウムの増加によって、δ細胞によるソマトスタチンの分泌が引き起こされる。
ソマトスタチンはSSTR2の活性化を介してグルカゴン分泌を阻害する。SSTR2は膜タンパク質であり、活性化時には膜の過分極が引き起こされる。この過分極によって電位依存性カルシウムチャネルは閉じ、細胞内のカルシウム濃度が低下する。その結果エキソサイトーシスが低下し、α細胞の場合にはグルカゴン分泌が低下する。
セロトニンはα細胞の細胞膜上の受容体を介してグルカゴン分泌を阻害する。α細胞には5-HT1F受容体が存在し、セロトニンの結合によって活性化される。活性化された受容体はアデニル酸シクラーゼの作用を抑制し、cAMPの産生が抑制される。その結果、グルカゴンの分泌が抑制される。β細胞はα細胞に近接して位置しているため、セロトニンは傍分泌シグナルであると考えられている。
グルコースもグルカゴン分泌に対し、ある程度直接的な影響を及ぼすことがある。この作用はATPの影響によるものであり、細胞内のATP濃度は血液中のグルコース濃度を直接的に反映している。α細胞でATP濃度が低下すると、細胞膜のカリウムチャネルが閉じる。その結果、細胞膜の脱分極によってカルシウムチャネルが開き、カルシウムが細胞内へ流入する。細胞内のカルシウム濃度の上昇によって、グルカゴンを含んだ分泌小胞の細胞膜への融合が引き起こされ、グルカゴンの分泌が引き起こされる。

## 臨床的意義
高レベルのグルカゴン分泌は、1型糖尿病と2型糖尿病の双方との関係が示唆されている。1型・2型の双方において、高レベルの血清グルカゴンは発症の早期の徴候であると考えられている。

### 1型糖尿病
高濃度のグルカゴンとインスリン産生の欠如は、1型糖尿病と関係した代謝問題、特に血糖値、ケトン体形成、尿素形成と関係した異常の主要なトリガーである。特筆すべきなのは、1型糖尿病患者では低血糖に対するグルカゴン応答が欠如していることである。血中グルカゴン濃度が常に高い状態となると、脂質の分解によって生じたケトン体が血中に蓄積する糖尿病性ケトアシドーシスとなり、危険なレベルでの低血糖や低カリウム濃度、そして極端な場合には脳浮腫が引き起こされる場合がある。1型糖尿病患者の血漿中のグルカゴンが高濃度であるのは、インスリンを産生するβ細胞が存在せず、グルカゴン分泌に対するネガティブフィードバック機構が失われていることが理由の1つとして考えられている。

### 2型糖尿病
2型糖尿病患者は絶食時と食後にグルカゴン濃度が上昇する。こうしたグルカゴン濃度の上昇は肝臓の糖新生を刺激し、血糖値の上昇をもたらす。血糖値が常に高い状態となると、器官の損傷、ニューロパチー、失明、心血管系や骨・関節の問題が引き起こされる場合がある。2型糖尿病患者でグルカゴン濃度が高値となる理由は完全には解明されていないが、ある仮説ではα細胞がグルコースやインスリンに対する抵抗性を獲得し、これらに対して適切に応答しなくなるためであるとされている。他の仮説では、消化管に対する栄養刺激、すなわちGIPやGLP-1がグルカゴン分泌の増加に非常に重要な因子であるとされている。

## 低分子によるβ細胞への分化転換
α細胞からβ細胞への分化に対するさまざまなアルテミシニン誘導体の効果に関しては多くの議論がある。α細胞からβ細胞への分化転換の誘導には転写因子ARXの喪失が十分条件となるが、アルテミシニンはGABAA受容体を介したシグナル伝達によってゲフィリンを介してARXを機能的に抑制し、α細胞からβ細胞への分化を誘導することが齧歯類やゼブラフィッシュでの実験から報告された。しかしながら、アルテミシニン誘導体であるアルテスナートやアルテメテルで効果がみられないことが報告され（アルテメテルはARXを阻害しない）、GABAでもそうした効果がみられないことがアカゲザルで報告されている。

## 関連文献
- Quesada, Ivan; Tudurí, Eva; Ripoll, Cristina; Nadal, Ángel (2008-10-01). “Physiology of the pancreatic α-cell and glucagon secretion: role in glucose homeostasis and diabetes” (英語). Journal of Endocrinology 199 (1):  5–19. doi:10.1677/JOE-08-0290. ISSN 0022-0795. PMID 18669612.